# LOVE SONGS II
『LOVE SONGS II』（ラヴ・ソングス・ツー）は、スターダストレビュー6枚目のベスト・アルバム。2002年4月24日に発売された。

## 解説
2001年にレコード会社を新星堂系列のオーマガトキに移籍したスターダストレビュー。
1994年の『LOVE SONGS』に続く、バラード曲のみ集めたベスト・アルバムの第2弾で前所属会社のアップフロントワークスから発売された。

## 収録曲
1. ふたり
2. ナチュラル～抱きしめてこのままで～（STARDUST REVUE with 翔子）
3. 涙
4. 恋人のままで～Autumn Love～
5. 気がつけば君のこと
6. ジャスミン（Band Version）
7. 愛してるの続き
8. くちづけ
9. 横顔
10. 雨に夕焼け
11. 同じ空を見てる
12. どうして
13. Deeper Kind of Love
14. ふたり（カラオケ）
  - 2006年以降発売再発盤のみに収録されたボーナス・トラック
15. どうして（カラオケ）
  - 2006年以降発売再発盤のみに収録されたボーナス・トラック